# T'Embolica la Troca
T’Embolica la Troca és un grup de folk català de Manresa.
Està format per en Pere Llobet, l'Imma Perlacia, la Carme Grau i en Lluís Sarró. En alguns concerts els acompanyen en Jordi Torras i la Joana Mas. Són un grup d'amics que es coneixen des de fa molts anys i la majoria ja havien cantat plegats als anys 80 participant en festivals de música folk.
Tots componen les cançons que interpreten i d'aquí la riquesa i la pluralitat de les músiques i lletres. Això permet generar de manera continuada nous temes i nous projectes, com una troca que tibant del fil es va descabdellant sorgint totes les idees, projectes, músiques. És un dels motius d'on ve el nom del grup T’Embolica la Troca.
L'experiència en el món de l'educació, l'animació i les activitats de lleure infantil i juvenil també han influït directament o indirecta en el tarannà del grup. La música sempre ha estat important en les seves vides, primer de manera individual i després ja com a grup. És una manera de compartir els seus sentiments, les inquietuds, la visió del món des de la interioritat i la reflexió.
Els components de T'Embolica la Troca compareixen la passió per a transmetre totes aquelles inquietuds que viuen, sempre amb un esperit positiu i amb ganes de trobar un espai més just, més solidari, més compromès amb l'entorn i on el respecte i els valors en general són la base dels nostres missatges.
El grup ha publicat dos discos: "Toca la Troca" i "Aire, terra, mar".
El disc "Toca la Troca" es va presentar en un concert a la sala petita del teatre Kursaal de Manresa entre altres llocs el 28 gener de 2018.
El seu segon disc "Aire, terra, mar" va ser llançat a les plataformes de música en streaming gràcies als serveis oferts per Cases de la Música. El seu single, anomenat com el disc, "Aire, terra, mar" ha tingut una gran acollida al seu canal de YouTube i a les seves diferents xarxes socials.
El grup fa concerts de música per reflexionar dirigida a tots els públics. I participa en esdeveniments solidaris, concerts per petites reunions i actes institucionals. Han actuat al carrer, teatres, festivals, restaurants, esglésies, etc. Actuacions en llocs com la Trobada de músics al carrer de l'AAVV barri de Vic-Remei de Manresa, a la campanya Estels de Vida, a la Manresa Solidària i a diverses Festes Majors de diferents pobles. Fruit de l'adhesió i participació a la campanya contra les addiccions: "Estels de vida" de Manresa van triar l'obra “Saber dir no” com a himne de les trobades.
El 25 Setembre de 2016 va participar al IX Concurs de Músics al carrer de Santpedor durant la Fira de Sant Miquel i va guanyar el primer premi.